# 顾岚
顾岚（1922年—2005年），男演員，国家一级演员。

## 生平
1922年出生，1964年后开始从影，饰演过很多类型的角色，包括奸角、老生等。
之后出演过很多电视剧，比如说《三国演义》里的荀彧、《西游记》里的宝象国王。
后于2005年去世。